# Восточно-Китайский педагогический университет
Восточно-китайский педагогический университет (кит. трад. 華東師範大學, упр. 华东师范大学) — университет в Шанхае. Основан в 1951 году объединением двух самых старых университетов Шанхая: Великого китайского университета (Дася, 1924) и Университета Гуан Хуа (1925). Первый педагогический университет в Китае.
Изначально создавался для обучения школьных учителей. В настоящий момент это университет, который выпускает ученых, докторов, государственных служащих, а также готовит бизнесменов и политических лидеров. Входит в проекты 211 и 985. Университет проводит национальные исследования в гуманитарных и социальных областях.
Два кампуса общей площадью 1270 га известны своими живописными парками и озерами.

## Структура университета
В настоящее время университет состоит из 20 высших школ и колледжей, 2 нетрадиционных колледжей и 5 научно-исследовательских институтов, которые объединяют 58 факультетов с 67 специальностями бакалавриата. Восточно-Китайский Педагогический Университет имеет факультет русского языка, что расширяет возможности для обучения студентов из России.

### Список специальностей бакалавриата на китайском языке
1. Китайский язык (включая деловой китайский)
2. Китайский язык (Международный бизнес – китайско-английское языковое направление)
3. Художественный дизайн (Промышленный дизайн, Анимационный дизайн, Ландшафтный дизайн, Дизайн помещений, Мультимедийный дизайн, Дизайн торговой марки и менеджмент, и т.д.)
4. Прикладная психология
5. Административный менеджмент
6. Прикладная химия
7. Художественное образование
8. Биология
9. Биотехнология
10. Теле- и радиовещание
11. Деловое администрирование
12. Химия
13. Китайский язык и литература
14. Техника связи
15. Информатика и компьютерные технологии
16. Экология
17. Экономика
18. Редактирование и публикация
19. Образование
20. Образование и технологии
21. Информатика и информационные технологии
22. Электроника и электронные технологии, статистическая физика
23. Английский язык
24. Наука об окружающей среде
25. Управление выставками
26. Финансовое дело
27. Изобразительное искусство
28. Французский язык
29. Геоинформационные системы
30. География
31. Немецкий язык
32. История
33. Управление персоналом
34. Идеологическое и политическое образование
35. Информационная и компьютерная физика
36. Информационный менеджмент и информационные системы
37. Страхование
38. Международная экономика и торговля
39. Японский язык
40. Юриспруденция
41. Маркетинг и рекламная деятельность
42. Микроэлектроника
43. Музыка
44. Новости и средства массовой информации
45. Философия
46. Физическое воспитание
47. Физика
48. Политическое и общественное управление
49. Дошкольное образование
50. Психология
51. Психология (с уклоном на Дошкольное образование)
52. Связи с общественностью
53. Математика и прикладная математика
54. Торговля и управление недвижимостью
55. Русский язык
56. Социально-физическое образование
57. Социальная работа
58. Социология
59. Разработка программного обеспечения
60. Специальное образование
61. Речевые и слуховые науки
62. Спортивное образование
63. Статистика
64. Преподавание китайского языка в качестве иностранного
65. Туристическое управление
66. Перевод
67. Городское и сельское планирование и управление ресурсами

## Известные выпускники
- Ли Юаньчао - заместитель Председателя Китайской Народной Республики с 14 марта 2013 года.
- Хань Чжэн - партийный лидер и бывший мэр Шанхая